# Круневич (герб)
Круневич (пол. Kruniewicz) — польский дворянский герб.
Род Круневичей переселился в Литву из Киевского воеводства.

## Описание
Между двумя полумесяцами, из которых один обращен рогами вверх, а другой вниз, поставлен греческий крест. На шлеме три страусовых пера.

## Герб используют
4 рода
Hoffman, Kruniewicz, Krupicki, Zabokrzycki